# Microsania fumida
Microsania fumida är en tvåvingeart som beskrevs av Shatalkin 1985. Microsania fumida ingår i släktet Microsania och familjen svampflugor. Inga underarter finns listade i Catalogue of Life.